# Tuluyhan Ugurlu
Tuluyhan Ugurlu (født 15. november 1965 i Istanbul, Tyrkiet) er en tyrkisk pianist og komponist.
Ugurlu studerede som barn musik hos Cemal Resid Rey, og senere klaver og komposition på Musikkonservatoriet i Wien. Optrådte som koncertpianist på mange forskellige dele af kloden, lige fra koncertsale til mere historiske steder såsom på Nemrut Bjerget, og ved den arkeologiske udgravning Hattusha. Han har som komponist skrevet en symfoni, orkesterværker, klaverstykker, filmmusik, (som var hans gennembrud som komponist), instrumentalmusik for mange instrumenter etc. Han blander østlige og vestlige folkloretendenser i sine kompositioner og ynder at benytte tyrkiske instrumenter i vestlig klassisk inspireret musik.

## Udvalgte værker
- Tyrkisk Symfoni (2002) - for tyrkiske instrumenter, klaver og orkester
- "Istanbul er under mine vinger" (1996) - filmmusik'
- "For evigt Istanbul" (2010) - for orkester
- "Verdenshovedstad Istanbul" (2006) - for orkester